# CEMT-klasse

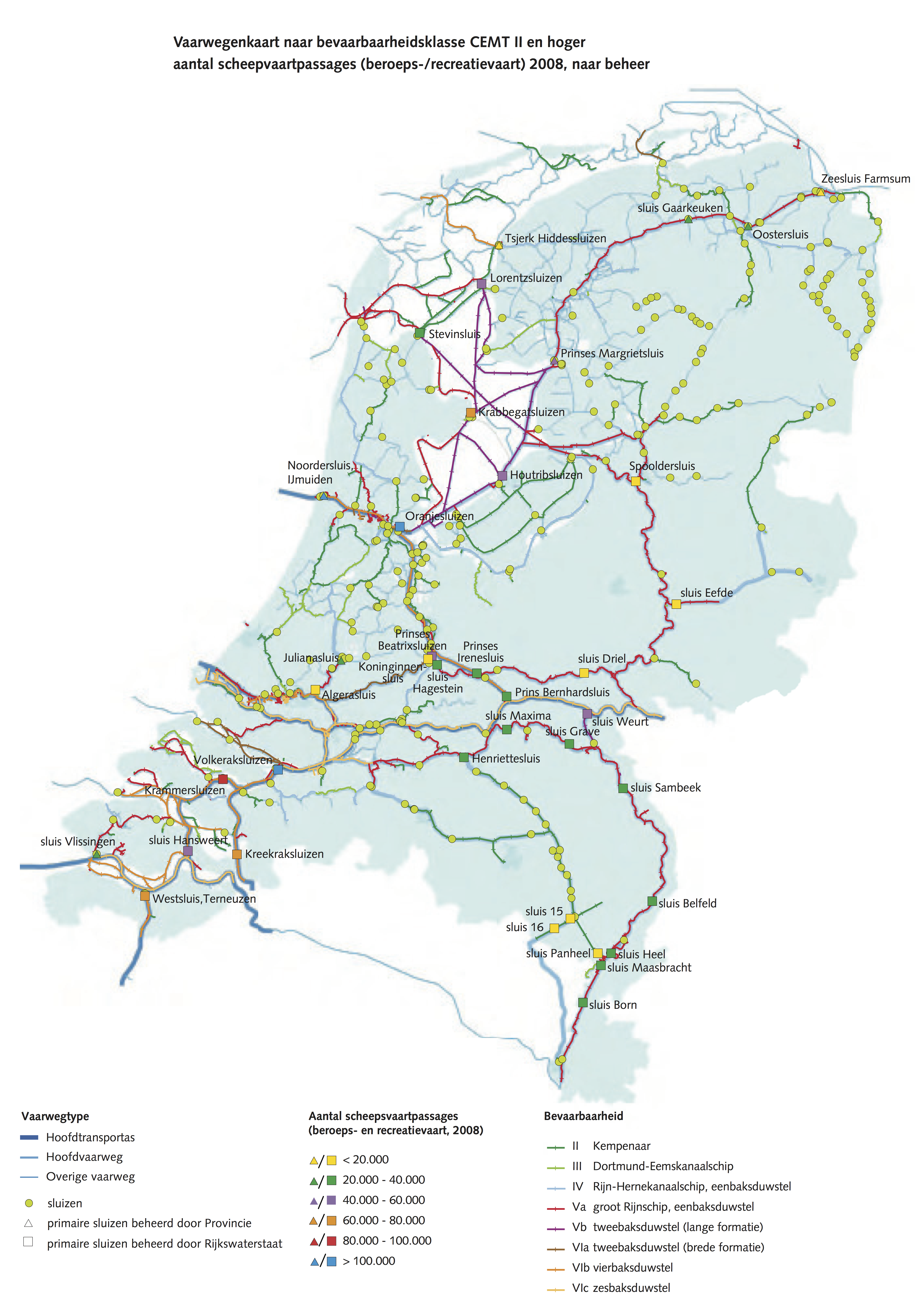
Vaarwegenkaart naar bevaarbaarheidsklasse CEMT II en hoger - aantal scheepvaartpassages (beroeps-/recreatievaart), 2008

De binnen- of rivierscheepvaart is in Europa opgedeeld in CEMT-klassen om de afmetingen van vaarwegen in West-Europa op elkaar af te stemmen. De klasse-indeling werd in 1992 bepaald door de Conférence Européenne des Ministres de Transport (vandaar de term CEMT-klasse).
Per klasse zijn de maximale afmetingen van het schip vastgelegd. Hiermee wordt meteen duidelijk welke bruggen al dan niet ondervaarbaar zijn en welke kanalen en rivieren al dan niet bevaarbaar zijn vanwege diepgang en manoeuvreerbaarheid.
De indeling loopt van RA t/m RD en 0 t/m VIIa. De genoemde namen van het soort schip zijn ontleend aan het grootste schip waarvoor de afmetingen van de vaarweg geschikt zijn.
De onderstaande tabel is een uittreksel van de Richtlijnen Vaarwegen 2011 van Rijkswaterstaat, waarin de verouderde afmetingen uit 1992 zijn bijgesteld. En aangevuld met de recreatie klassen RA t/m RD.
| CEMT- klasse | RWS- klasse | Type                                   | Lengte  | Breedte | Diepgang geladen | Strijkhoogte leeg/geladen | Laadvermogen (ton) |
| ------------ | ----------- | -------------------------------------- | ------- | ------- | ---------------- | ------------------------- | ------------------ |
| RA           |             | Open boot                              | 5,5     | 2,00    | 0,50             | 2,00                      |                    |
| RB           |             | Kajuitmotorboot                        | 9,5     | 3,00    | 1,00             | 3,25                      |                    |
| RC           |             | Motorjacht                             | 15,0    | 4,00    | 1,50             | 4,00                      |                    |
| RD           |             | Zeilboot                               | 15,0    | 4,00    | 2,10             | 30,00                     |                    |
| 0            | M0          | Kleinere vaartuigen                    |         |         |                  |                           | <250               |
| I            | M1          | Spits                                  | 38,50   | 5,05    | 2,5              | 4,65/3,35                 | 251-400            |
| II           | M2          | Kempenaar                              | 50-55   | 6,6     | 2,6              | 5,8/4,6                   | 401-650            |
| III          | M3          | Hagenaar                               | 55-70   | 7,2     | 2,6              | 6,3/5,1                   | 651-800            |
| III          | M4          | Dortmund-Eemskanaalschip               | 67-73   | 8,2     | 2,7              | 6,3/5,1                   | 901-1050           |
| III          | M5          | Verlengd Dortmund-Eemskanaalschip      | 80-85   | 8,2     | 2,7              | 6,3/5,1                   | 1051-1250          |
| IVa          | M6          | Rijn-Hernekanaalschip                  | 80-105  | 9,5     | 2,9              | 6,7/5,3                   | 1251-1750          |
| IVa          | M7          | Verl. Rijn-Hernekanaalschip            | 105     | 9,5     | 3,0              | 6,7/5,3                   | 1751-2050          |
| Va           | M8          | Groot Rijnschip                        | 110     | 11,4    | 3,5              | 7,1/5,4                   | 2051-3300          |
| Va           | M9          | Verl. Groot Rijnschip                  | 135     | 11,4    | 4,0              | 7,1/5,4                   | 3301-4000          |
| Vb           |             | Duwkonvooi met 1×2 bakken in de lengte | 170-190 | 11,4    | 3,5-4,0          | 9,1                       | 3951-7050          |
| VIa          | M10         | Maatgevend schip                       | 110     | 13,5    | 4,0              | 7-9,1                     | 4001-4300          |
| VIa          | M11         | Maatgevend schip                       | 135     | 14,20   | 4,0              | 7-9,1                     | 4301-5600          |
| VIa          | M12         | Rijnmax schip                          | 135     | 17,0    | 4,0              | 7-9,1                     | >5601              |
| VIb          |             | Duwkonvooi met 2×2 bakken naast elkaar | 185-195 | 22,8    | 3,5-4,0          | 7-9,1                     | 6400-12.000        |
| VIc          |             | Duwkonvooi met 3×2 bakken naast elkaar | 270     | 22,8    | 3,5-4,0          | 9,1                       | 9600-18.000        |
| VIIa         |             | Duwkonvooi met 2×3 bakken naast elkaar | 195     | 34,2    | 3,5-4,0          | 9,1                       | 14.500-27.000      |